# Byōdō-in

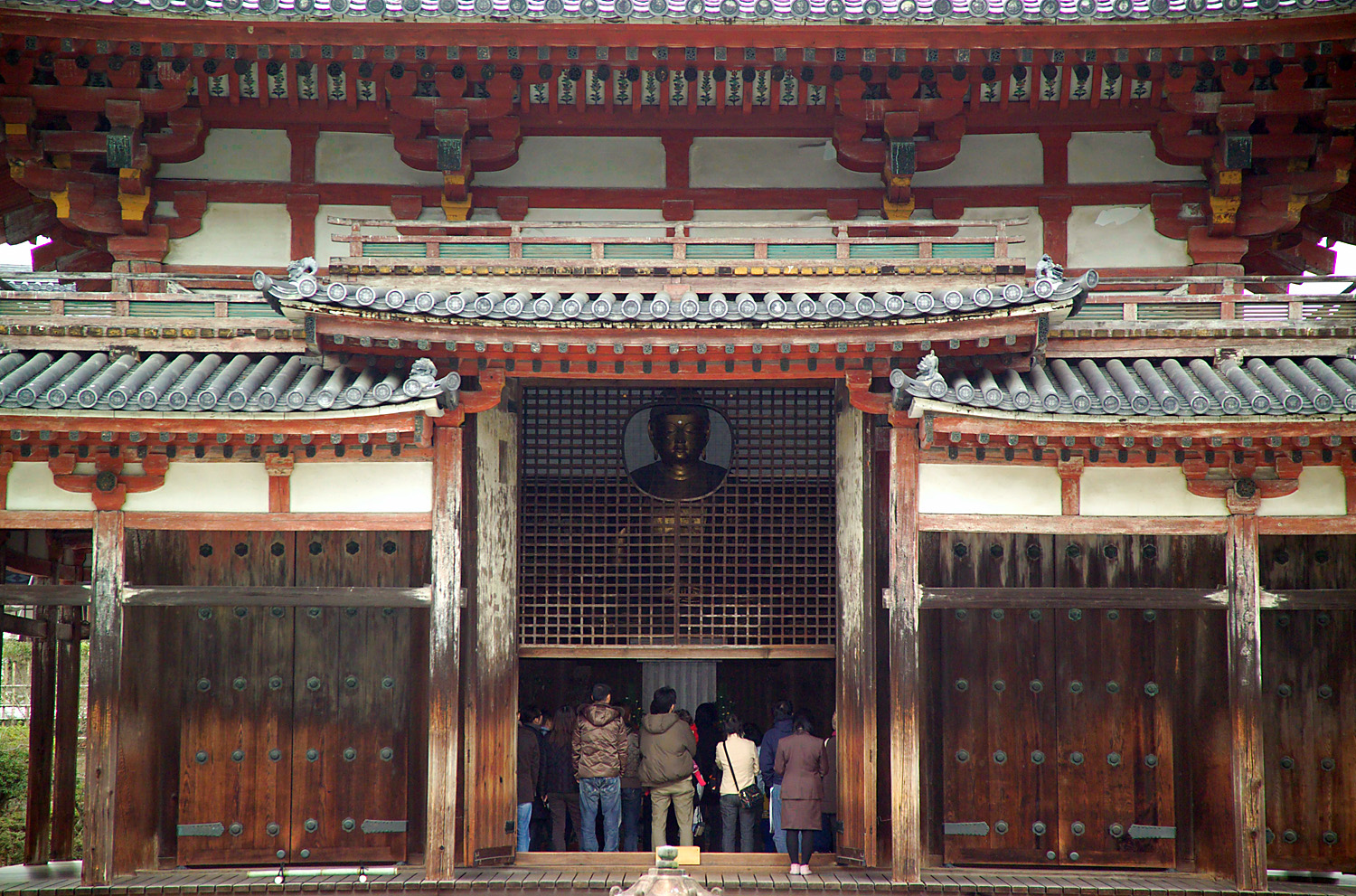
PhoenixHall(Amitābha)

Byōdō-in (平等院?) è un tempio buddista nella città di Uji nella Prefettura di Kyoto, Giappone, costruito nel tardo periodo Heian. È un tempio congiunto alle sette Jōdo-shū (Terra Pura) e Tendai-shū e fa parte del Patrimonio dell'umanità UNESCO intitolato Monumenti storici dell'antica Kyoto (città di Kyoto, Uji e Otsu).